# Brunnen Ahmets III.

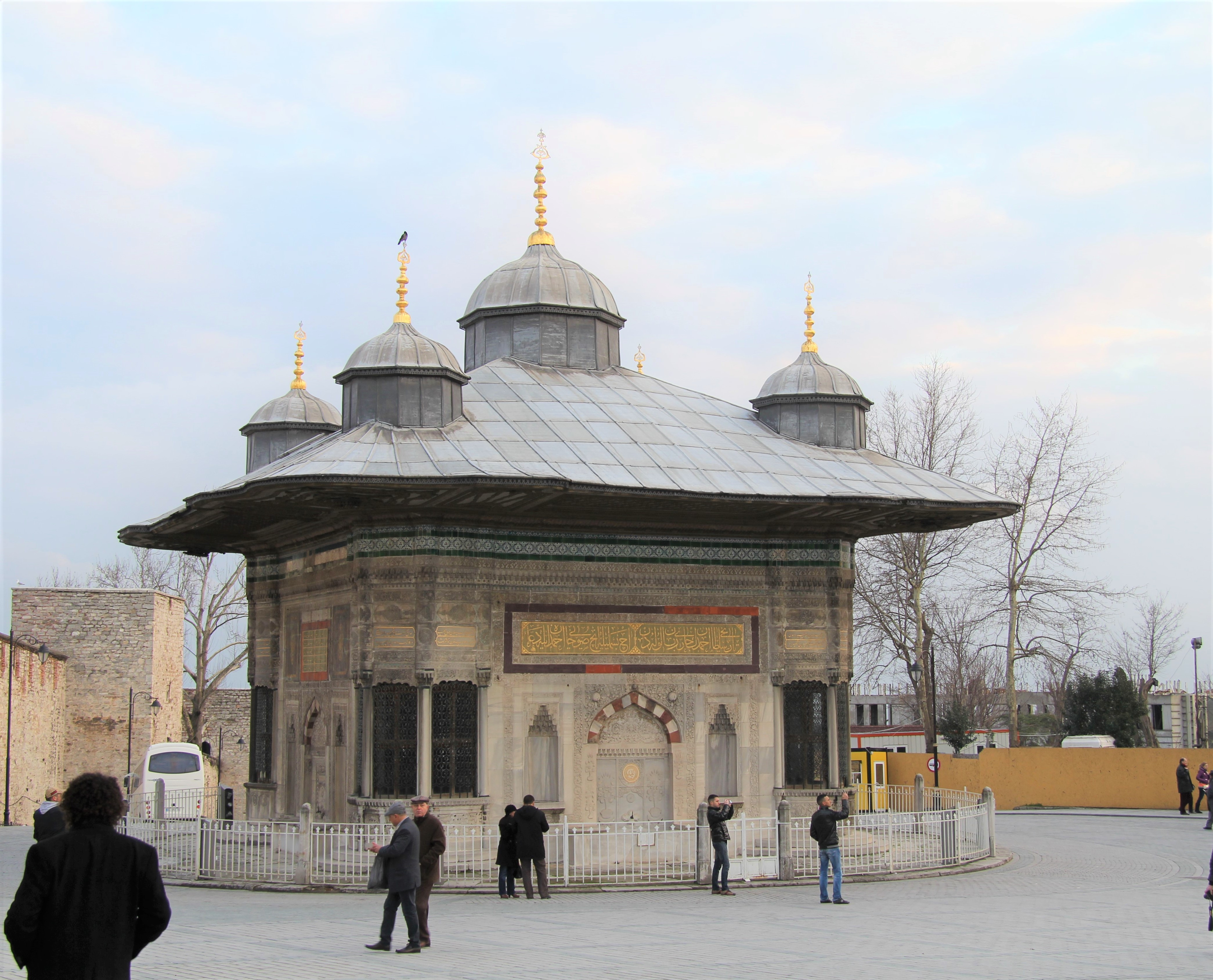
Ansicht von Norden (2013)

Der Brunnen Ahmets III. am Eingang zum Topkapı-Palastes wurde 1728 im Auftrag des Sultans Ahmets III. errichtet. Er gehört zu den bedeutendsten Schöpfungen des osmanischen Rokokos.

## Beschreibung und Architektur
Der Brunnen liegt in der Soğuk Çeşme Sokağı (deutsch Kaltbrunnengasse) zwischen dem Eingang zum Topkapı-Palast und der Hagia Sophia. Der Baukörper ist kubisch auf etwa quadratischem Grundriss, an jeder vier Seiten sind drei Nischen, dessen mittlere, breitere als Çeşme (Brunnen) dienen. Die Ecken des Gebäudes sind leicht auskragend und mit Sebils mit Bronzegittern versehen. Auf dem geschweiften Dach sind fünf Kuppellaternen angebracht.
Die Wandflächen des Brunnens sind fast vollständig von Reliefdekor überzogen, das teilweise vergoldet und bemalt ist. Auf dem Schriftfries ist ein Gedicht von Seyyid Vehbi über das Wasser angebracht, in dem der Brunnen mit dem heiligen Brunnen in Mekka und dem Paradiesbrunnen verglichen wird.

Er ist wesentlich reicher gestaltet als der ihm jedoch im Ornament verwandte Brunnen vor der Iskele-Moschee in Üsküdar.

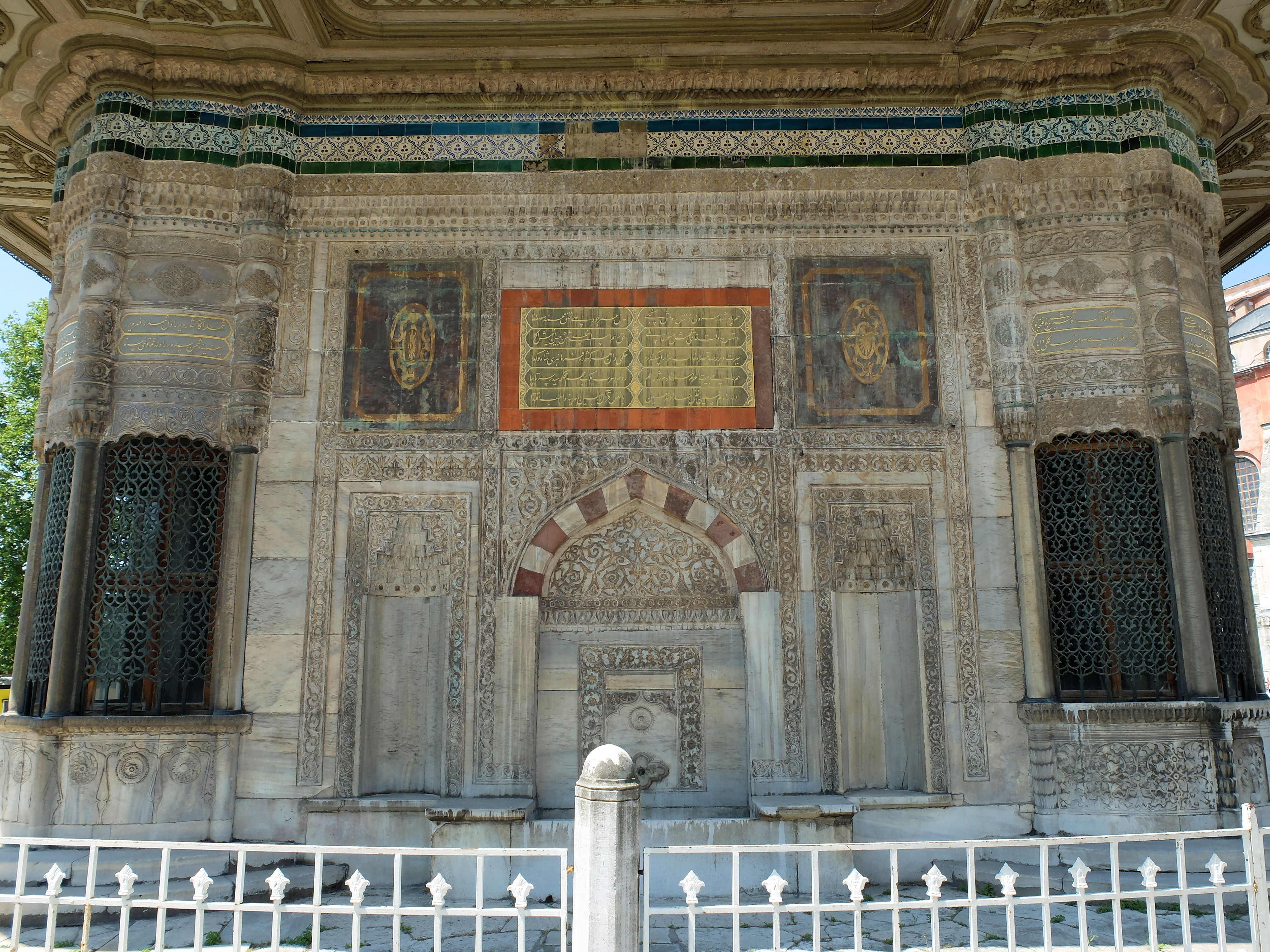
Wandgliederung
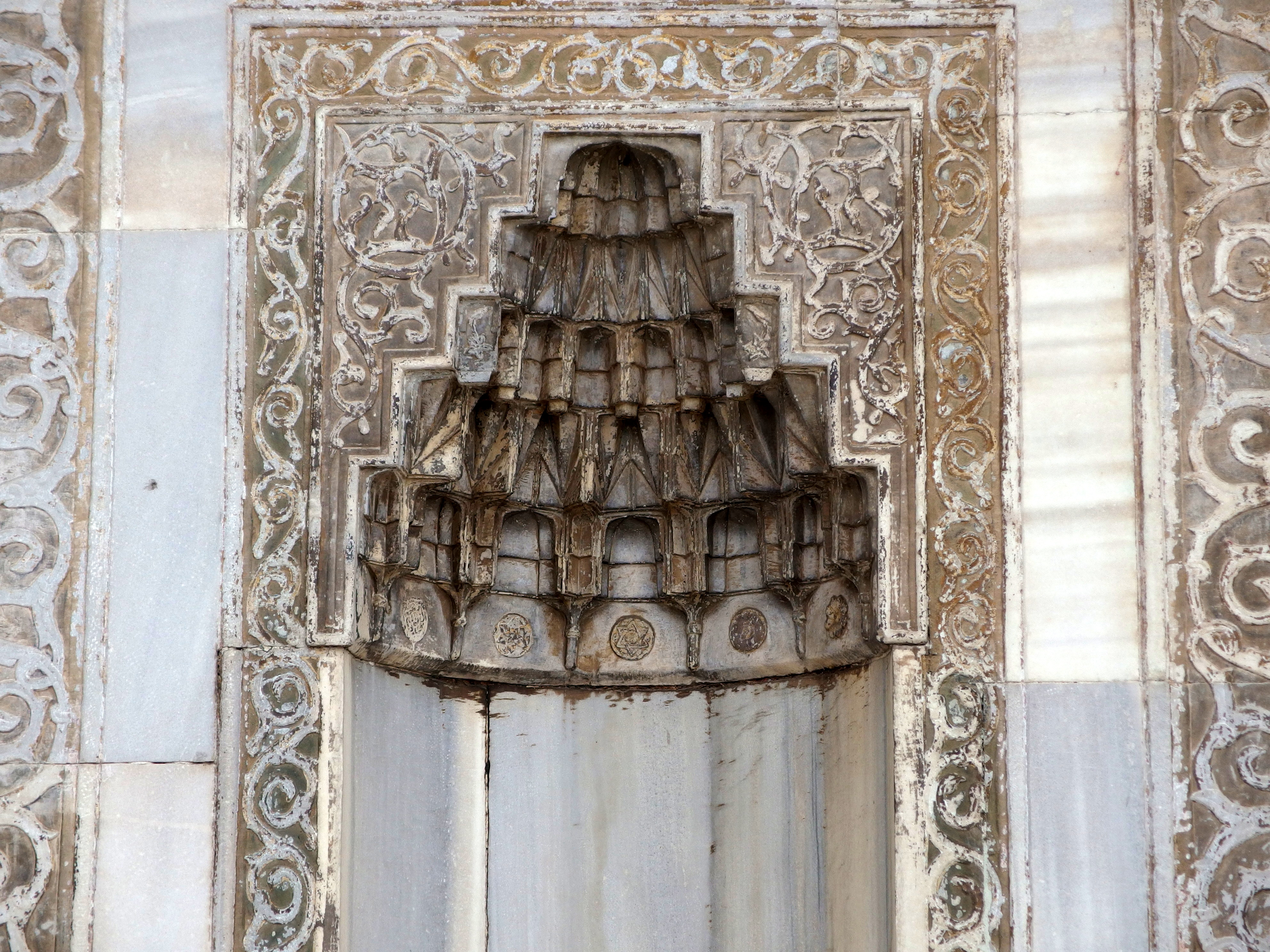
Muqarnas in den seitlichen Nischen
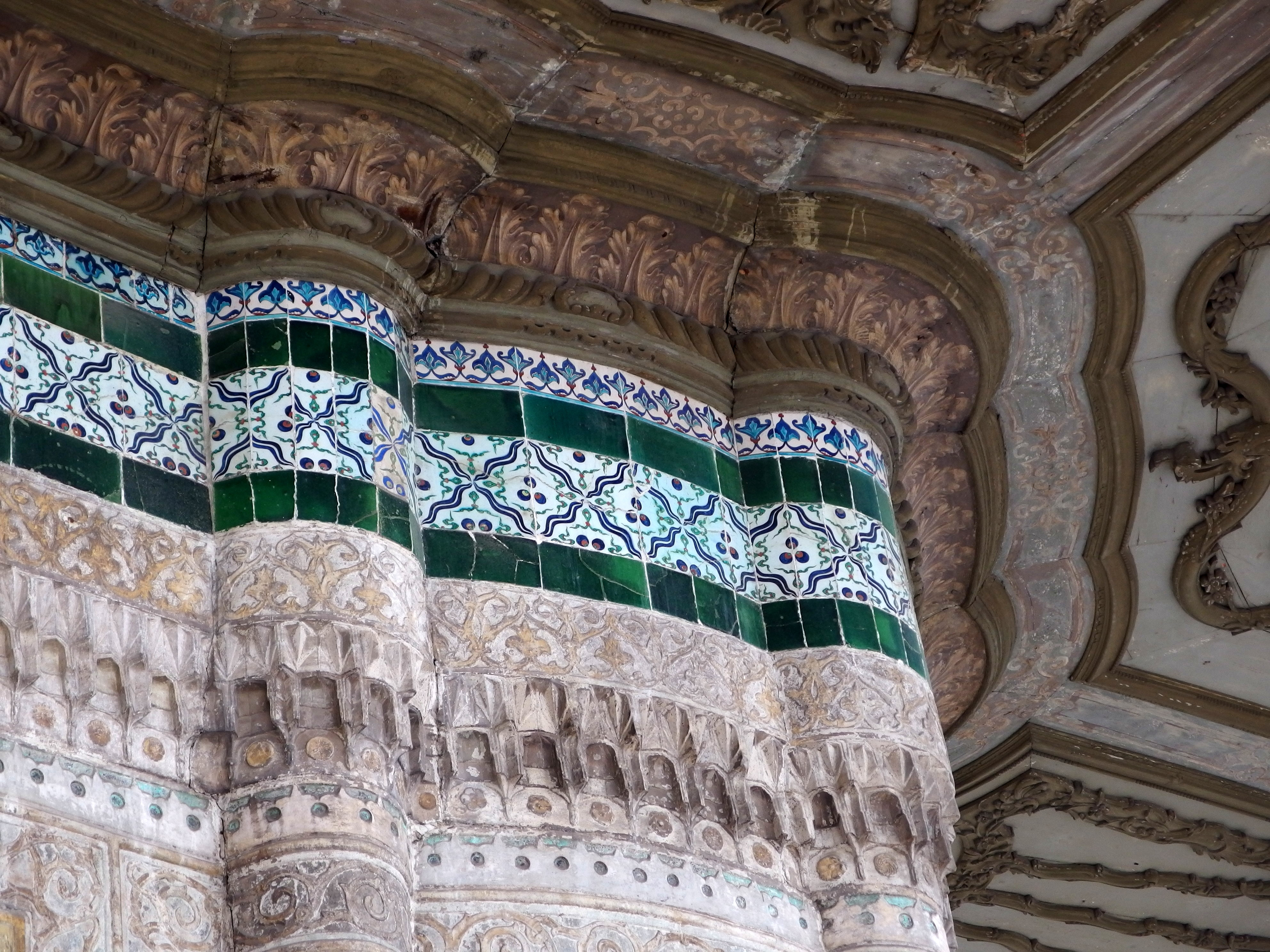
Oberes Gesims
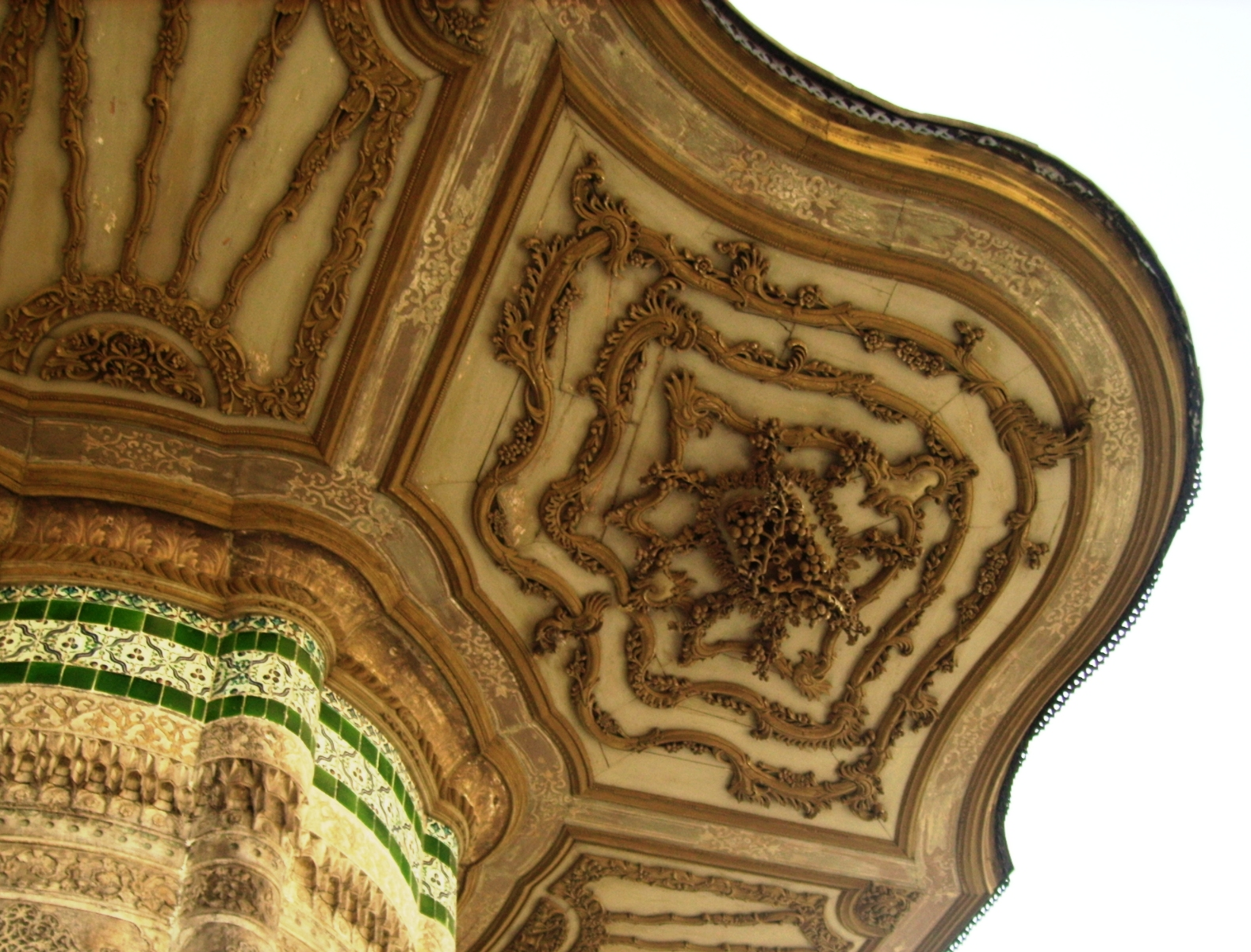
Unterseite des Dachvorstandes

## Geschichte

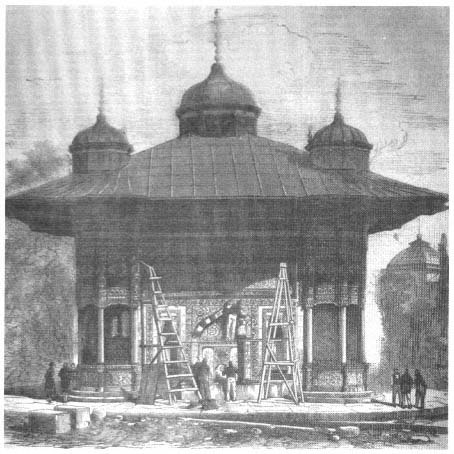
Replik. Weltausstellung in Wien (1873).

Eine Replik des Brunnens wurde 1873 zur Weltausstellung in Wien errichtet.
Der Brunnen selbst wurde 1928/29 restauriert.